# Вільне місто
Ві́льне мі́сто (у модернім міжнароднім праві), самостійне, територіально-політичне, нейтральне і демілітаризоване утворення, правовий режим якого встановлюється міжнародними договорами і гарантується державами або міжнародними організаціями. Користується певною міжнародною правосуб'єктністю.

## ВСередньовіччі
Первісно практика надання назви «Вільне місто» з'явилась в Німеччині (нім. Freie Stadt). Цей титул одержали міста, що в 13-14 століттях, завдяки боротьбі бюргерства з феодалами, звільнилися від влади своїх архієпископів. По-перше, це були Кельн, Зост, Майнц, Ауґсбурґ, Вормс, Шпаєр, Страсбург та Базель.
Вони добилися права самоврядування, власного використання податків та частково функції суду.
На відміну від імперських міст, вищезгадані міста були звільнені від кайзерських військових обов'язків. Кайзер також не мав права їх продажу чи застави. Загальні імперські обов'язки залишались тільки на випадок захисту міста під час війни та участі в хрестових походах.
Потім до цих міст приєдналася велика кількість міст Ганзи на чолі з Любеком, Гамбургом, Данціґом, Бременом тощо.
Вільні міста під час зборів Райхстагу разом з імперськими містами утворювали окрему групу, що згодом одержала назву «Вільні та імперські міста» (нім. Freie- und Reichsstädte). З часом, завдяки повсякденному мовному змішуванню, з'явилося та утвердилось поняття «Вільне імперське місто».

## Ранній новий час
Оскільки Вільні міста утворювали групу з Імперськими містами на Вічному сеймі або в Колегії міст Імперського сейму, вони об'єднувалися під загальним терміном «Вільні та Імперські міста». В ході мовного розмивання з цього виник термін «Вільне імперське місто».
Вільні міста та імперські міста, що увійшли до складу Швейцарської Конфедерації між 14 та 16 століттями (Цюрих, Берн, Люцерн, Фрібург, Золотурн, Базель, Шаффхаузен; суверенні за міжнародним правом з 1648 року), були так званими містами-державами у складі Конфедерації. Вони утворили майже незалежні міські республіки, деякі з яких мали великі власні державні території, з яких у 1803 році виросли сучасні кантони.
Вільними містами у Франції називали ті вільні міста та імперські міста, які були передані від Священної Римської імперії до Франції протягом 18 століття (наприклад, Кольмар у 1648 році, Страсбург у 1681 році; див. Ліга десяти міст, а також численні імперські села в північному Ельзасі). Вони зберегли багато своїх прав, але були інтегровані у французьку адміністративну організацію (органи влади французької провінції Ельзас, органи центрального уряду в Парижі).

## В XIX—XX ст
В міжнародно-правовій практиці за Віденським трактатом 1815 року Краків з територією, що оточує його, був оголошений «вільним, незалежним і абсолютно нейтральним містом» під заступництвом Росії, Австрії і Пруссії. Правове положення Кракова як вільного міста було визначено в спеціальному Додатковому договорі про Краків від 21 квітня (3 травня) 1815 і статтями головного Акту Віденського конгресу від 9 червня 1815.
Після 1-ї світової війни 1914—1918 за Версальським договором 1919 року статус Вільного міста був встановлений для Данцига, виділеного в самостійне політичне утворення, — «вільна держава» — з своєю конституцією (набрала чинності 4 червня 1922) і органами влади і управління (фолькстаг, сенат), а також своїм громадянством. Правовий статус вільного міста Данцига визначався Версальським мирним договором (ст. ст. 100—108), польсько-данцизькою паризькою конвенцією від 9 листопада 1920, конституцією, затвердженою Радою Ліги Націй, польсько-данцизьким договором від 24 жовтня 1921 і рядом резолюцій Ради Ліги Націй. Данциг був поставлений під захист Ліги Націй. Особливістю правового положення Вільного міста Данцига було те, що для забезпечення виходу Польщі до моря їй в Данціґу були надані широкі політичні і економічні права: територія міста була включена до складу митної межі Польщі; Польща отримала право користуватися данцигським портом для свого експорту і імпорту, право управління залізничною мережею; на Польщу було покладено ведення зовнішніх стосунків Данціґа і захист його громадян за кордоном. На початку 2-ї світової війни у вересні 1939 Данціґ був захоплений гітлерівською Німеччиною, у 1945 був захоплений Радянською Армією і відповідно до Потсдамської угоди 1945 увійшов до складу Польщі під назвою Гданськ.
За мирним договором з Італією 1947 передбачалося, що самостійним політичним утворенням (вільною територією) буде Трієст; передбачалися також демілітаризація і нейтралізація Трієста з тим, щоб ніякі збройні сили без розпорядження Ради Безпеки ООН не могли знаходитися на його території. Рада Безпеки повинна була забезпечувати цілісність і незалежність Трієста. Практично режим вільного міста в Трієсті не був введений в дію.
Режим, близький до статусу Вільного міста, існував в Танжері (1923—40; 1945—1956). Встановлення подібного режиму передбачене резолюцією Генеральної Асамблеї ООН від 29 листопада 1947 для Єрусалиму.
У минулому і сьогоденні використання терміна «вільний» або «вільне місто» також виходило за межі суто політико-географічного значення. Наприклад, 27 листопада 1958 року Радянський Союз під керівництвом Микити Хрущова у ноті до західних держав, так званому ультиматумі Хрущова, вимагав перетворити Західний Берлін на «(демілітаризоване) вільне місто Західний Берлін», незалежне від Федеративної Республіки і західних союзників. Останній відмовився (→ теорія трьох держав).
Крім того, один з районів Копенгагена називає себе Фрітаун Християнія без відповідного історичного підґрунтя.